# Maldivian (авиакомпания)
Maldivian — флагманская авиакомпания Мальдивской республики со штаб-квартирой в Мале, осуществляющая регулярные и чартерные перевозки по аэропортам страны и за её пределы. Является дочерним предприятием государственной транспортной компании Island Aviation Services.
Портом приписки авиакомпании и её главным транзитным узлом (хабом) является международный аэропорт имени Ибрагима Насира в Мале.

## История
Авиакомпания Island Aviation была основана в 2000 году и начала операционную деятельность по внутренним маршрутам несколько месяцев спустя, используя воздушный флот из двух самолётов Bombardier Dash 8 Q200 и одного Dornier 228.
26 января 2008 года компания открыла свой первый международный маршрут в Тривандрум.
25 августа 2008 года авиакомпания сменила официальное название на Maldivian, проведя при этом соответствующий ребрендинг.

## Маршрутная сеть
В январе 2014 года маршрутная сеть регулярных перевозок авиакомпании Maldivian охватывала следующие аэропорты:

### Внутренние
Мальдивы
- Мале — международный аэропорт имени Ибрагима Насира хаб
- Тиладуммати — международный аэропорт Ханимаду
- Баа — аэропорт Дхаравандхоо
- Колхумадулу — аэропорт Тхимарафуши
- Ари — международный аэропорт Вилла
- Лааму — аэропорт Кадхоо
- Гаафу-Алиф — аэропорт Кооддоо
- Гаафу-Дхаалу — аэропорт Каадедхоо
- Гнавийани — аэропорт Фувахмулах
- Сиину (Адду) — международный аэропорт Ган

### Международные
Бангладеш
- Дакка — международный аэропорт имени шаха Джалала

Китай
- Чунцин — международный аэропорт Чунцин Цзянбэй

Индия
- Ченнаи — международный аэропорт Ченнаи
- Тируванантапурам — международный аэропорт Тривандрум

Шри-Ланка
- Коломбо — международный аэропорт Бандаранаике

## Флот
В ноябре 2019 года авиакомпания Maldivian эксплуатировала воздушный флот из следующих самолётов:
| Тип самолёта                                    | В эксплуатации | Заказано | Кол-во мест | Кол-во мест | Кол-во мест |
| Тип самолёта                                    | В эксплуатации | Заказано | C           | Y           | Всего       |
| ----------------------------------------------- | -------------- | -------- | ----------- | ----------- | ----------- |
| Airbus A320-200                                 | 1              | —        | 14          | 138         | 152         |
| Airbus A321-200                                 | 1              | —        | 6           | 194         | 200         |
| Airbus A330-200                                 | —              | 2        | TBA         | TBA         | TBA         |
| Bombardier Dash 8 Q200                          | 2              | —        | 0           | 37          | 37          |
| Bombardier Dash 8 Q300                          | 8              | —        | 0           | 50          | 50          |
| de Havilland Canada DHC-6 Twin Otter Series 300 | 11             | —        | 0           | 15          | 15          |
| Всего                                           | 23             | 2        |             |             |             |

## Залы повышенной комфортности
Транспортная компания Island Aviation Services имеет в собственности три зала повышенной комфортности в трёх аэропортах Мальдивской республики:

### Международный аэропорт имени Ибрагима Насира (Мале)
- Moonimaa Lounge
  - Зал расположен в терминале внутренних линий

### Международный аэропорт Ханимаду
- Kashimaa Lounge

### Аэропорт Каадедхоо
- Kashimaa Lounge at Kaadehdhoo
  - Зал расположен в аэропорту Каадедхоо, работающему только со внутренними авиаперевозками. Ёмкость зала повышенной комфортности составляет 40 человек.